# Трагедия антиобщин
Траге́дия антиобщи́н (англ. tragedy of the anticommons) — ситуация, когда участники некооперативной игры, действуя каждый сам по себе и максимизируя свой собственный доход, за счёт исключительного права неоптимально расходуют общий ресурс.
Название «трагедия антиобщин» придумано в 1998 году Майклом Геллером по отношению к патентам на биотехнологии. Понятие используется для случаев, когда один личный ресурс, которым владеют несколько людей, может быть полезен для общественного блага, но никто не может им пользоваться. Название противопоставляет эту ситуацию трагедии общин, когда каждый имеет право на использование ресурса, но не имеет исключительного права. Модель была формализована Джеймсом М. Бьюкененом и Йонг Юн.
Оппоненты Геллера считают трагедию антиобщин частным случаем трагедии общин.

## Ситуации, в которых проявляется трагедия антиобщин
Все блага можно разделить на исключаемые (те, к которым имеет доступ только заплативший) и неисключаемые; и, помимо этого, на конкурентные (пользование благом мешает пользоваться этим благом остальным) и неконкурентные. Получаем таблицу:
|               | Неконкурентные                                                      | Конкурентные                              |
| ------------- | ------------------------------------------------------------------- | ----------------------------------------- |
| Неисключаемые | Общественные блага государственная оборона                          | Общие ресурсы пресная вода трагедия общин |
| Исключаемые   | Клубные блага телефонная связь (неперегруженная) трагедия антиобщин | Частные блага товар трагедия антиобщин    |

(Клубными благами в экономике называются неконкурентные блага, доступ к которым ограничивается платой или правилами пользования — неперегруженная платная дорога, неперегруженная телефонная связь, авторское право, закрытый пляж и т. д.).
Трагедия антиобщин встречается с любыми благами, у которых есть исключительное право пользования. Из-за существования множества собственников с исключительными правами на ресурсы общин, отдельные лица мешают другим эффективно использовать ресурсы общего достояния, что приводит к дилемме расточительства и низкого использования ресурсов.

## Примеры

### Классический пример Геллера
В своей работе «Трагедия антиобщин» Геллер попытался объяснить ситуацию, которая сложилась в Москве в первые годы после распада СССР: большое число ларьков под открытым небом и в то же время пустые полки в магазинах. Выяснилось, что торговая площадь магазинов оказалась раскупленной или арендованной отдельными предпринимателями, и владелец магазина, чтобы его продать, должен договариваться одновременно со всеми этими владельцами. Даже при том, что владельцы «уголка в магазине» теряли доход, а спрос на магазины был велик, невозможность договориться сразу со всеми приводила к тому, что магазинные площади простаивали без дела.

### Патенты
Владелец патента также получает исключительные права на использование изобретения. Если создание некоего товара включает использование изобретений, запатентованных различными людьми, приходится платить каждому. Например, даже в дешёвом DVD-плеере не менее 20 долларов — патентные отчисления. Если патентов много, затраты, связанные с патентами, будут велики, вплоть до нерентабельности. При этом страдают все:
- Производители вынуждены повышать цену на товар или снижать его добавочную стоимость.
- Владельцы патентов страдают от недоимок (от невышедших разновидностей товара или некупленных единиц).
- Потребители вынуждены покупать дорогой товар.

С другой стороны, автору изобретения невыгодно уступать патент — теряется прибыль.
Проблема в некоторой мере решается кросс-лицензированием и установкой доступных условий для тех патентов, спрос на которые велик.

### Отчуждение земель
Аналогично: от развитой сети дорог выигрывают все, но никто не хочет уступать свою землю для строительства дороги или моста. Поскольку со всем населением договориться практически невозможно, обычно в законодательстве предусматривается процедура принудительного отселения последних несогласных.

### Радиочастотный спектр
Пусть несколько компаний делят между собой полосу радиочастот. Компания имеет право блокировать технологию конкурентов, если она приводит к помехам на её частотах. Если компания так и не смогла разрешить технические проблемы, частота простаивает. Результат: частоты используются неоптимально.